# Tandridge (dystrykt)
Tandridge – dystrykt w hrabstwie Surrey w Anglii.

## Miasta
- Caterham
- Oxted
- Whyteleafe

## Inne miejscowości
Bletchingley, Chaldon, Chelsham, Dormansland, Farleigh, Felcourt, Fickleshole, Godstone, Hamsey Green, Hurst Green, Limpsfield, Lingfield, Newchapel, Outwood, Smallfield, South Godstone, Tandridge, Tatsfield, Warlingham, Woldingham.